# Куряча ніжка звичайна
Куряча ніжка звичайна (Andrachne telephioides) — вид квіткових рослин із родини вербових (Salicaceae).

## Біоморфологічна характеристика
Це гола, сиза, розпростерта трав'яниста багаторічна рослина заввишки 7–40 см, з кореневищем. Стебла біля основи дерев'яніють, численні, часто прості. Листки від яйцеподібних до майже кулястих, 2–10 × 1.5–6.5 мм; листкові ніжки 0.5–2 мм. Квітки дрібні. Чашечка зелена, з білою облямівкою, у тичинкових квітках — ≈ 1.5 мм завдовжки, у маточках — ≈ 2.5 мм; пелюстки, особливо в маточкових квітках, значно менші від чашолистків або вони відсутні, білі. Тичинок 5; пиляки жовті. Коробочка куляста, гладка, 3–4 мм у діаметрі. Насіння 1.5–2 мм.

## Середовище проживання
Зростає на півдні Європи, на півночі та сході Африки, на заході й південному заході Азії. Населяє відкритий ліс, кам'янисті місця, перелоги тощо. 
В Україні вид росте на сухих кам'янистих схилах, виноградниках, у садах — майже по всьому Криму.